# Montaniści
Montaniści – chrześcijański ruch religijny powstały ok. 150 we Frygii.
Nazwa ta pochodzi z IV wieku, od imienia Montana (Montanusa) – najwybitniejszego propagatora i organizatora. Początkowo mówiono o herezji Frygijczyków, a ich inna spotykana nazwa to kata-frygowie (od Dolnej Frygii).

## Informacje źródłowe
Źródłem do poznania montanizmu są pisma Tertuliana (który należał do montanistów), Euzebiusza z Cezarei, Epifaniusza z Salaminy i Hieronima. Niektórych informacji dostarczają również: Klemens Aleksandryjski, Orygenes, Hipolit, Dydym Ślepy i Augustyn. Pisarze ci, z wyjątkiem Tertuliana, odrzucali i potępiali montanizm.

## Założyciel
O Montanie wiadomo na pewno tylko to, że był neofitą – niedawno nawróconym chrześcijaninem. Hieronim podaje, że Montan był wcześniej kapłanem Kybele, lecz wielu współczesnych badaczy odrzuca tę możliwość, z prostego powodu: gdyby tak było to w najstarszych polemikach z ruchem ten argument na pewno byłby przytaczany, a tymczasem u Euzebiusza nie ma o tym wzmianki. Z informacji Hieronima powstało przekonanie, że montanizm łączył w sobie zarówno elementy chrześcijańskie, jak i pogańskie (o czym wspomina Cyryl Aleksandryjski). Zmarł ok. 180, rok po śmierci Maksymilli.

## Historia
Wystąpienie Montana miało miejsce ok. 156 (według Epifaniusza, Panarion 48,2) lub 172 (według Historii Kościelnej Euzebiusza z Cezarei) w nieznanym z położenia mieście Ardabau. Jedną z przyczyn powstania ruchu była reakcja na słabnącą rolę proroków, która ustępowała miejsce urzędowi w Kościele (wzrost roli biskupa). Do Montana dołączyły wkrótce, porzuciwszy swych mężów, dwie kobiety: Pryscylla (Pryska) i Maksymilla, które tak jak Montan, wpadały w ekstazy i wygłaszały proroctwa.
Ruch frygijski rozszerzył się w całym Kościele i dotarł do Rzymu i Galii. Surowy tryb życia i powoływanie się na charyzmaty jednały mu zwolenników. Z początku nie widziano w tym niebezpieczeństwa, nawet sam papież Wiktor (189-199) przez pewien czas był im przychylny, a  kolejny papież Zefiryn (199-217) udzielał im listów pokoju, gdy udawali się z Rzymu do innych Kościołów lokalnych.
Po śmierci Montana i obu prorokiń nastąpiło zahamowanie ruchu, ale jego zwolennicy istnieli w Hiszpanii do końca IV wieku, w Rzymie do początków V wieku, a na Wschodzie nawet do IX wieku, ale nie stworzyli rozwiniętego kościoła schizmatyckiego. Silny ośrodek mieli w Kartaginie, gdzie Tertulian stał się propagatorem idei montanizmu z modyfikacjami (tertulianizm).

## Doktryna
Montaniści nie stworzyli odrębnej doktryny teologicznej, a raczej koncentrowali się na reformie obyczajów. Prorokinie przepowiadały wielkie wojny i nieszczęścia, oraz rychłe nadejście Królestwa Bożego i Nowej Jerozolimy w okolicach niewielkich frygijskich miasteczek, Pepuzy i Tymjonu. Montan i jego towarzyszki utrzymywali, że przez nich mówi Duch Święty, dlatego żądali bezwarunkowego posłuszeństwa ich nakazom. Odrzucali wszelki autorytet kościelny. Zapowiadali rychły koniec świata, który według Maksymilli, miał nastąpić tuż po jej śmierci. Montaniści zakazywali ucieczki przed prześladowaniami i śmiercią męczeńską, nakazywali posty, których nie praktykowali chrześcijanie, zwani pogardliwie przez niego w tym okresie psychikami (od psyche – dusza). Sami siebie nazywali duchowymi (gr. pneumatikoi), jako tych, którzy kierują się prawdziwie Duchem Świętym. Przeceniając rolę proroków w Kościele, stali się nieprzejednanym wrogiem jego struktury hierarchicznej.
Uważali za nakaz Ducha Świętego jedno tylko małżeństwo, a następne, także po śmierci pierwszego współmałżonka, uznawali za cudzołóstwo. Montaniści wzywali wszystkich chrześcijan do surowej ascezy. Według nich ze stosunków małżeńskich należało zrezygnować na rzecz całkowitej czystości, liczbę dni postnych zwiększyć i jeść tylko na sucho. Atakowali też biskupów za zbyt łagodną praktykę pokutną, uważając, że po chrzcie chrześcijanin nie może ulegać grzechom ciężkim. Za jedyne możliwe oczyszczenie po chrzcie uważali „chrzest” męczeństwa. Bardzo charakterystyczną cechą tego ruchu było uznawanie profetyzmu kobiet, które jako prorokinie cieszyły się dużym poważaniem. Nawiązując do Apokalipsy (21,1-10), gdzie mowa jest o Nowym Jeruzalem zstępującym z niebios, twierdzili, że Nowym Jeruzalem będzie Pepuza lub Tymione (Frygia). Sprzyjała temu trudna sytuacja za Marka Aureliusza (wojny, zarazy, głód i wyzysk społeczny).

## Wpływ montanizmu
Treść tej sekcji może nie być zgodna z zasadami neutralnego punktu widzenia.
Dokładniejsze informacje o tym, co należy poprawić, być może znajdują się w dyskusji tej sekcji.
 Po wyeliminowaniu niedoskonałości należy usunąć szablon [[Szablon:Dopracować|]] z tej sekcji.
Stanowił silne zagrożenie dla Kościoła eksplozją profetyzmu, egzaltacji dla dziewictwa i męczeństwa. Niebezpieczeństwo tkwiło w przyznaniu prorokom i charyzmatykom prawa do kierowania Kościołem. Montanizm, jako przerost w powoływaniu się na charyzmaty, zdyskredytował je w Kościele. Nie oznaczało to zaniku charyzmatów, a jedynie niedowierzanie ludziom, podającym się za charyzmatyków. W Kościele ujawniła się nowa fala charyzmatów przy końcu III wieku w życiu ascetycznym, zwłaszcza zaś w nowej jego formie – w ruchu monastycznym. Prawdziwość daru prorokowania starali się badać biskupi, ale montaniści odrzucali ich kryteria. Biskupi na synodach orzekli, że Duch Boży nie przemawia w nowym proroctwie, jak montaniści zwali swój ruch.
Pokonanie montanizmu uchroniło Kościół od niekontrolowanego subiektywizmu w działaniu religijnym, utrwaliło zasadę, że Kościoły lokalne muszą być poddane kierownictwu ludzi, których powoływano do pełnienia funkcji kościelnych na podstawie rzeczowych kryteriów.